# Nhôm sulfat
Nhôm sunfat là một hợp chất hóa học với công thức Al2(SO4)3. Nó hòa tan trong nước và chủ yếu được sử dụng như một chất kết tủa (khiến các hạt ô nhiễm co cụm lại thành các hạt lớn hơn, dễ dàng bị mắc kẹt) trong lọc nước uống và các nhà máy xử lý nước thải, và trong sản xuất giấy.
Nhôm sunfat đôi khi được gọi là một loại phèn. Phèn là muối sunfat kép, với công thức AM(SO
4)
2·12H
2O, trong đó A là một cation hóa trị một như kali hoặc amoni và M là một ion kim loại hóa trị ba như nhôm. Dạng khan xảy ra một cách tự nhiên như một millosevichit khoáng sản quý hiếm, tìm thấy ví dụ trong môi trường núi lửa và đốt cháy các bãi thải khai thác than. Nhôm sunfat là hiếm khi, nếu bao giờ hết, gặp phải như muối khan. Nó tạo thành một số lượng hydrat khác nhau, trong đó hexadecahydrat Al2(SO4)3•16H2O và octadecahydrat Al2(SO4)3•18H2O là phổ biến nhất. Muối heptadecahydrat, có công thức có thể được viết là [Al(H2O)6]2(SO4)3•5H2O, xuất hiện trong tự nhiên như alunogen.

## Điều chế
Nhôm sunfat có thể được điều chế bằng cách thêm nhôm hydroxide, Al(OH)3 vào axit sunfuric, H2SO4:
2Al(OH)3 + 3H2SO4 → Al2(SO4)3 + 6H2O
hoặc bằng cách nung nóng kim loại nhôm trong dung dịch axit sunfuric:
2Al(s) + 3H2SO4 → Al2(SO4)3 + 3H2 (g)

## Sử dụng
Nhôm sunfat được sử dụng trong lọc nước và như là một gắn màu trong dệt nhuộm và in ấn. Trong lọc nước, nó khiến các tạp chất làm đông lại thành các hạt lớn hơn và sau đó lắng xuống đáy của bình nước (hoặc được lọc ra) dễ dàng hơn. Quá trình này được gọi là đông hoặc kết bông. Nghiên cứu cho thấy ở Úc, nhôm sunfat được sử dụng cách này trong xử lý nước uống là nguồn chủ yếu của khí hydro sulfide trong hệ thống cống thoát nước vệ sinh. Việc sử dụng không đúng và vượt quá liều lượng vào năm 1988 ô nhiễm nguồn cung cấp nước của Camelford ở Cornwall.
Khi hòa tan trong một lượng lớn nước trung tính hoặc hơi kiềm, nhôm sunfat tạo tủa keo nhôm hydroxide, Al(OH)3. Trong nhuộm và in vải, kết tủa keo giúp thuốc nhuộm dính vào sợi quần áo bằng cách làm cho các sắc tố không hòa tan.
Nhôm sunfat đôi khi được dùng để giảm độ pH của đất vườn, vì nó thủy phân để tạo thành chất kết tủa nhôm hydroxide và một dung dịch axit sunfuric loãng. Một ví dụ về những gì thay đổi độ pH của đất có thể làm cho các nhà máy có thể nhìn thấy khi nhìn vào Hydrangea macrophylla. Những người làm vườn có thể thêm nhôm sunfat vào đất để làm giảm pH do đó sẽ khiến những bông hoa của Hydrangea biến một màu sắc khác nhau (màu xanh). Nhôm là thứ làm cho những bông hoa màu xanh; ở độ pH cao, nhôm là không có sẵn cho cây. Như vậy, cả nhôm và lưu huỳnh giữ cây xanh.
Kali-nhôm sunfat và một hình thức khác của phèn nhôm amoni sunfat, là những thành phần tích cực trong một số chất chống mồ hôi; Tuy nhiên, bắt đầu từ năm 2005, Cục Quản lý Thực phẩm và Dược phẩm Hoa Kỳ không còn nhận ra đó là một bộ giảm tình trạng ẩm ướt. Mặc dù vậy, một số quốc gia, chủ yếu là ở châu Á, vẫn còn sử dụng phổ biến rộng rãi và rẻ sulfate phèn như là chữa bệnh rất hiệu quả đối với một điều kiện y tế nổi tiếng như Hyperhydrosis.
Kali-nhôm sunfat thường được tìm thấy trong bột nở.
Trong ngành công nghiệp xây dựng, nó được sử dụng như chống thấm và tác nhân tăng tốc trong bê tông. Một sử dụng là một chất tạo bọt trong bọt chữa cháy.
Nó cũng được sử dụng trong bút chì, thuốc cầm máu và giảm đau do bị động vật đốt và cắn.
Nó cũng có thể rất hiệu quả như một molluscicide, giết chết sên Tây Ban Nha.
Nó được sử dụng trong nha khoa (đặc biệt là trong dây rút nướu) vì đặc tính làm se và cầm máu của nó.
Nhôm(III) axetat cầm màu và nhôm sunfaxetat có thể được điều chế từ nhôm sunfat, các sản phẩm hình thành được xác định bởi số lượng chì(II) acetat được sử dụng.